# 志多見砂丘

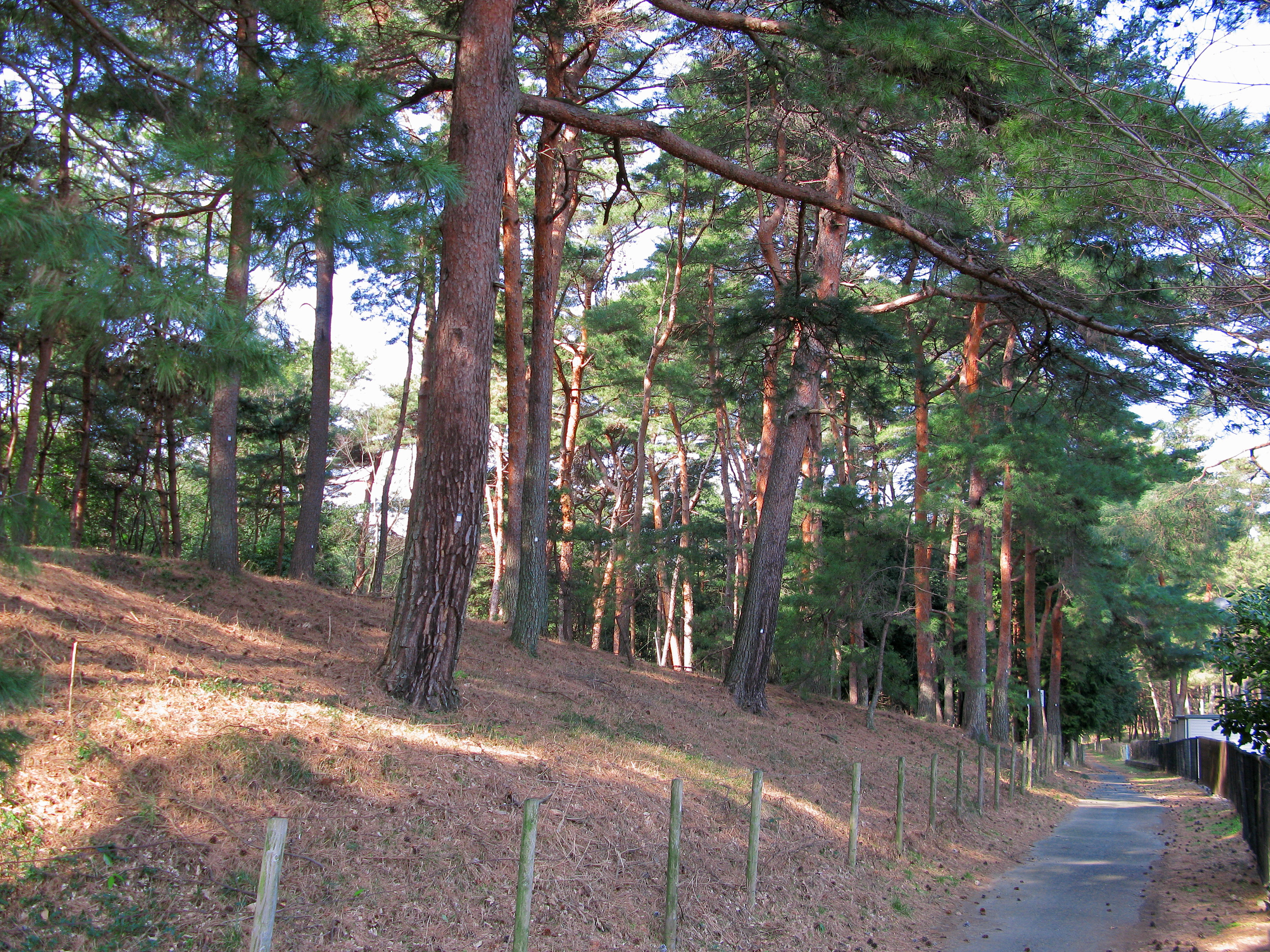
志多見砂丘に分布するアカマツ林

志多見砂丘（しだみさきゅう）は、埼玉県加須市（加須地域・志多見地区）に所在する砂丘である。日本に残る河畔砂丘の中で最大級のもので中川低地の河畔砂丘群の代表格。

## 概要
志多見砂丘は会の川砂丘の一部を形成し、約7千年前に赤城おろしによって運ばれた砂によって形作られた河畔砂丘（内陸砂丘）である。この付近では会の川流域及び古利根川（現：葛西用水路）流域に砂丘の分布がみられる。志多見砂丘は会の川の自然堤防に合わせおおよそ東西に発達している。会の川砂丘の中では志多見砂丘が最も規模の大きい砂丘となっており、長さ約2500m・幅約300m・高さ約5m～10mを有していた。標高は所在地南側の水田が約15mなのに対し、砂丘は約20m程となっており、標高最高点は26.8mであった。志多見砂丘の断面の勾配は風上側（北側）は緩やかとなっているが、風下側（南側）は急斜面となっている。志多見砂丘は古くからの形状が保たれ、砂丘上には赤松林が所在しているがこれは砂丘上に形成される特異な植生であり、加須低地に森林の発達した場所が少ないことなどから学術上貴重な場所となっている。このため、志多見砂丘は1956年（昭和31年）9月24日に加須市指定名勝に指定され、1976年（昭和51年）3月30日に加須市志多見県自然環境保全地域に指定されている。
また、2014年3月11日に「中川低地の河畔砂丘群」として県指定文化財に指定された。

## 周辺
- むさしの村
- 志多見郵便局
- イオンモール羽生
- 埼玉県立誠和福祉高等学校
- 加須市立加須西中学校
- 秋葉宮
- 加須市立志多見小学校
- ほくさい農業協同組合 埼玉志多見支店